# Рейдон (Оклахома)
Рейдон (англ. Reydon) — місто (англ. town) в США, в окрузі Роджер-Міллс штату Оклахома. Населення — 137 осіб (2020).

## Географія
Рейдон розташований за координатами 35°39′1″ пн. ш. 99°55′25″ зх. д. / 35.65028° пн. ш. 99.92361° зх. д. (35.650226, -99.923701).  За даними Бюро перепису населення США в 2010 році місто мало площу 1,17 км², уся площа — суходіл.

## Демографія
Згідно з переписом 2010 року, у місті мешкало 210 осіб у 74 домогосподарствах у складі 53 родин. Густота населення становила 179 осіб/км².  Було 98 помешкань (84/км²).
Расовий склад населення:
| - 93,3 % — білих - 0,5 % — корінних американців - 2,4 % — осіб інших рас |

До двох чи більше рас належало 3,8 %. Частка іспаномовних становила 10,0 % від усіх жителів.
За віковим діапазоном населення розподілялося таким чином: 37,1 % — особи молодші 18 років, 51,9 % — особи у віці 18—64 років, 11,0 % — особи у віці 65 років та старші. Медіана віку мешканця становила 31,5 року. На 100 осіб жіночої статі у місті припадало 85,8 чоловіків;  на 100 жінок у віці від 18 років та старших — 91,3 чоловіків також старших 18 років.
Середній дохід на одне домашнє господарство  становив 47 364 долари США (медіана — 34 167), а середній дохід на одну сім'ю — 64 068 доларів (медіана — 37 500). За межею бідності перебувало 16,1 % осіб, у тому числі 34,4 % дітей у віці до 18 років та 6,5 % осіб у віці 65 років та старших.
Цивільне працевлаштоване населення становило 84 особи. Основні галузі зайнятості: освіта, охорона здоров'я та соціальна допомога — 38,1 %, сільське господарство, лісництво, риболовля — 33,3 %, будівництво — 15,5 %, мистецтво, розваги та відпочинок — 9,5 %.